# Austrovates papua
Austrovates papua är en bönsyrseart som beskrevs av Milledge 1997. Austrovates papua ingår i släktet Austrovates och familjen Mantidae. Inga underarter finns listade i Catalogue of Life.